# Stadthaus (Osnabrück)
Als Stadthaus werden zwei Gebäude (Stadthaus I und Stadthaus II) im Stadtteil Westerberg in Osnabrück bezeichnet. Das Stadthaus I wurde 1928–1929 als städtisches Krankenhaus erbaut. Das Stadthaus II wurde im Jahr 2000 als Dienstleistungszentrum für das städtische Sozialamt eröffnet.

## Stadthaus I

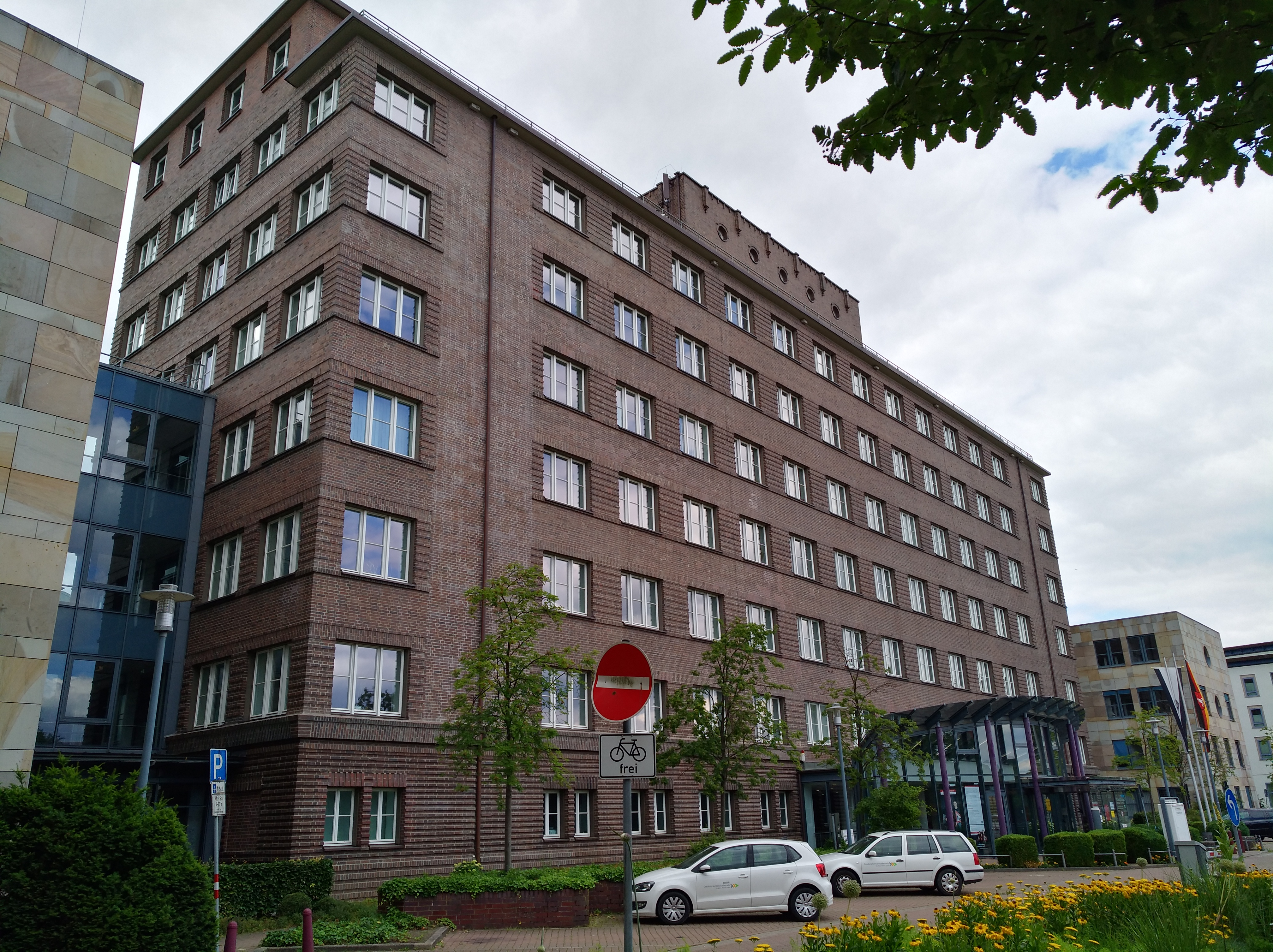
Stadthaus I, Frontseite

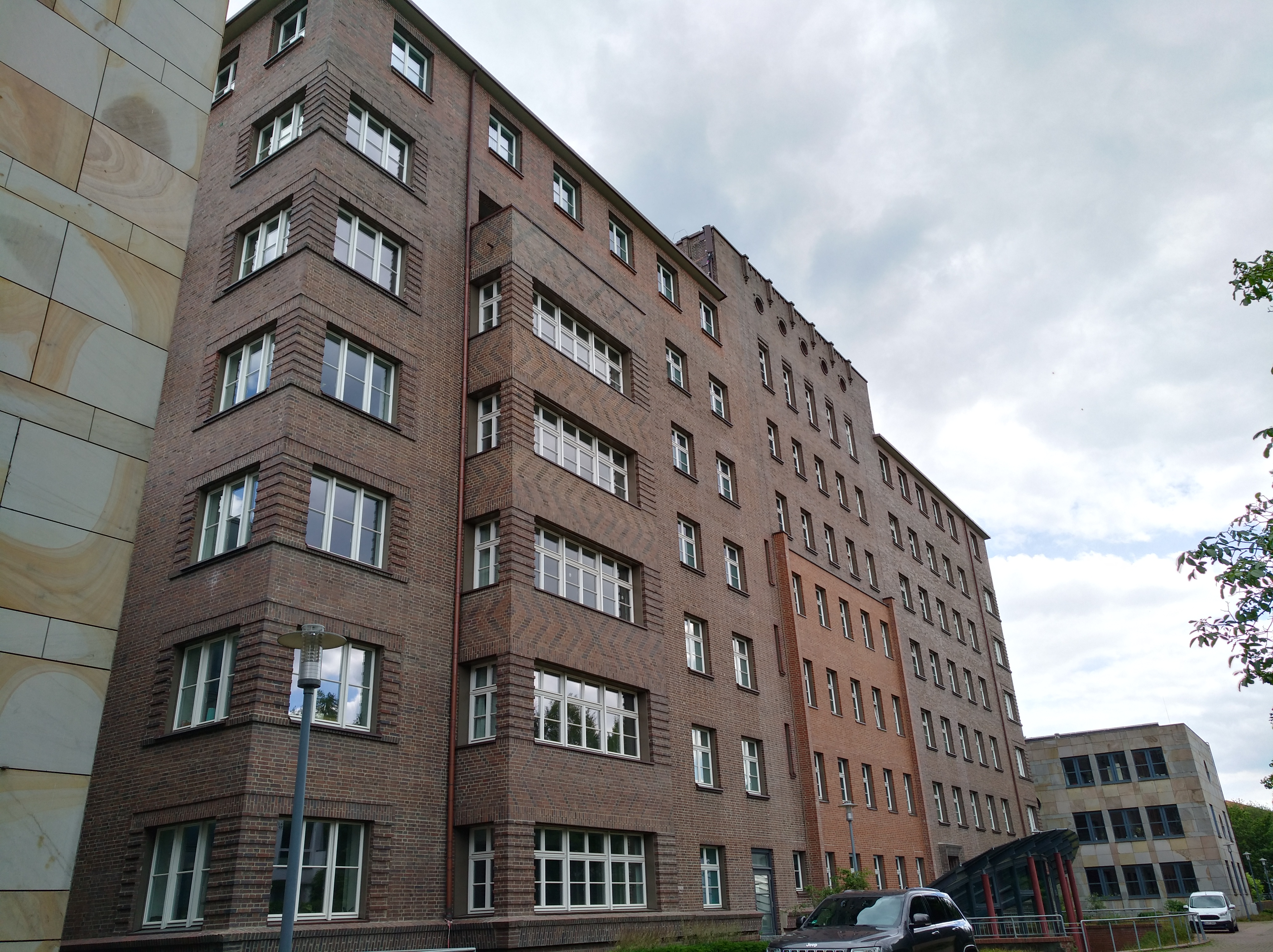
Stadthaus I, Rückseite

### Vorgeschichte
Das Osnabrücker Stadtkrankenhaus war ab 1865 im sogenannten Stüvehaus an der Bergstraße, nahe der Innenstadt, ansässig. Zu dem Klinikkomplex zählten weitere Gebäude, die an der Bergstraße und der Lürmannstraße, bzw. in dem Bereich der historischen Wallanlagen zwischen der Hohen Mauer im Westen und der Bocksmauer im Osten lagen. Mit der Zeit überstieg der Platzbedarf des Krankenhauses jedoch das Angebot, sodass nach dem Ersten Weltkrieg Planungen für einen neuen Zentralbau auf dem gegenüber der Altstadt erhöhten Bereich entlang des Natruper-Tor-Walls (damals „Wiener Wall“) aufgenommen wurden. Verantwortlicher für das Bauprojekt war Max Bürger, der damalige Leiter der internistischen Abteilung. Realisiert wurde der Neubau 1928/1929.

### Gebäude
Das Gebäude wurde vom damaligen Stadtbaurat Friedrich Lehmann entworfen und stellt einen seltenen Vertreter der Neuen Sachlichkeit in Osnabrück dar. Es ist als siebengeschossiges Scheibenhochhaus mit Flachdach ausgeführt, dessen Längsseite sich in Nord-Süd-Richtung orientiert. Im zentralen Bereich wurde beim Bau ein markanter, blockartiger, anderthalbstöckiger Aufbau als Maschinenraum realisiert, der um rund 1/5 der Bautiefe von der östlichen Frontseite zurücktritt. Die Fassade besteht aus braunrotem Klinker. Mit Ausnahme des Erdgeschosses verfügt jedes Vollgeschoss auf der Frontseite über vierzehn rechteckige Fensteröffnungen, die bis auf zwei breitere Bänder an den Außenbereichen der Fassade streng regelmäßig angeordnet sind. Das Sockelgeschoss verfügt über kleinere Fensteröffnungen und weicht in seiner Fassadenstruktur von den Obergeschossen ab. Der Aufbau hat im oberen Bereich runde Fensteröffnungen. Auf der westlichen Rückseite befindet sich im Norden ein Standerker mit Balkonen, deren Öffnungen bei einem späteren Umbau mit Fenstern versehen wurden.
Dieser nüchterne Entwurf ohne größere Verzierungen wurde aus finanziellen Gründen gewählt. Auf dem Dach nördlich und südlich des Aufbaus befand sich ursprünglich eine Sonnenterrasse für die Patienten, ehe hier in den 1950er Jahren ein Staffelgeschoss mit Schwesternwohnungen aufgesetzt wurde.

### Nutzung und Umbau
Nach seinem Bau war das Gebäude über Jahrzehnte der Sitz des Stadtkrankenhauses. Nördlich und südlich sollten Nebengebäude errichtet werden, um zur Altstadt hin eine repräsentative Hofstruktur als Eingangsbereich zu gestalten, wurden jedoch nie realisiert. Nachdem der Platzbedarf der städtischen Kliniken, trotz der Errichtung und Einbeziehung weiterer Gebäude wie der ehem. evangelischen Volksschule am Rißmüllerplatz, weiter anstieg, wurde in den 1980er Jahren die erneute Verlegung an den Stadtrand beschlossen. 1991 zog das Klinikum in einen Neubau am Finkenhügel um, wo es sich bis heute befindet.
Schon vor dem Auszug des Krankenhauses wurden für das Gebäude und das umliegende Areal am Natruper-Tor-Wall verschiedene Nachnutzungen diskutiert. Ein Abriss kam nicht in Frage, da das Gebäude unter Denkmalschutz steht. Investoren wollten es u. a. in ein Hotel umbauen oder es in ein neu zu errichtendes Einkaufszentrum integrieren. In der Politik wurden Nutzungen als Kulturzentrum oder Studentenwohnheim diskutiert. Da die Stadt im selben Zeitraum den Bau eines neuen Verwaltungszentrums plante, um die über die Stadt verstreuten städtischen Ämter und Dienststellen zusammenzuführen, wurde der Neubau fallengelassen und stattdessen der Umbau des Stadtkrankenhauses in ein Stadthaus beschlossen. Auf dem umliegenden Gelände wurde der Bau eines Hotels (heutiges Remarque-Hotel), eines Dienstleistungszentrums, einer Tiefgarage und von Stadtvillen an der Lürmannstraße festgelegt.
Der Umbau wurde von 1992 bis 1994 durch einen Investor durchgeführt, wobei im Norden und Süden zwei viergeschossige Gebäudeflügel angebaut wurden. Der Investor vermietete das Gebäude anschließend an die Stadt. Nachdem das Unternehmen 2002 insolvent gegangen war, kaufte die Stadt das Stadthaus I zurück. Aufgrund von Baumängeln während des Umbaus musste das Gebäude von 2012 bis 2015 komplett saniert werden.
Seit Ende 2020 befindet sich an der Frontseite des Gebäudes in Schwarz der Schriftzug STADTHAUS.

## Stadthaus II

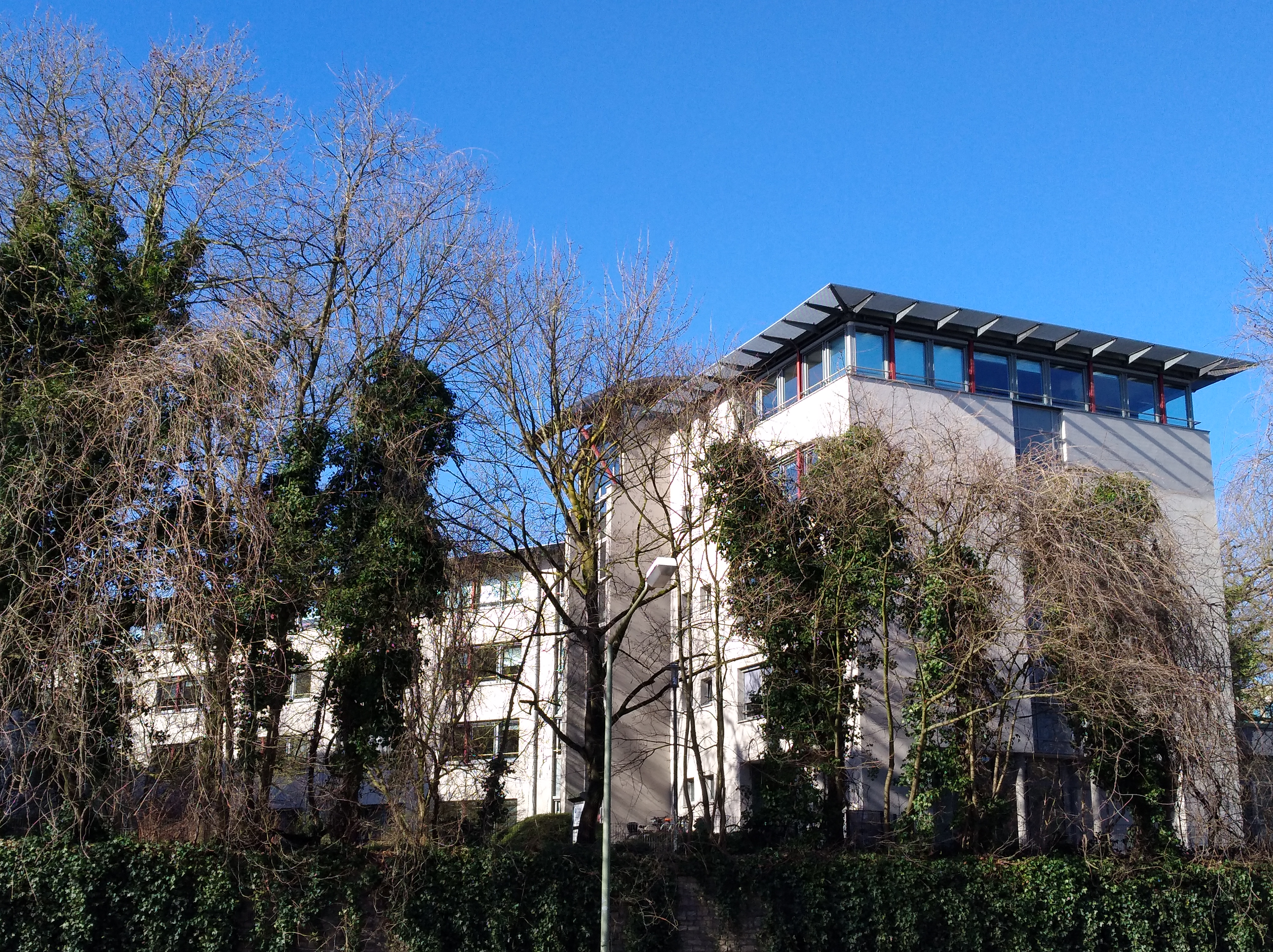
Stadthaus II

Das Stadthaus II wurde ursprünglich als Dienstleistungszentrum bezeichnet und sollte durch einen Investor errichtet werden, schließlich trat jedoch die Stadt selbst als Bauherr auf. Der Standort befindet sich zwischen den beiden früheren Klinikgebäuden Stüvehaus im Süden und Stadthaus I im Norden. Der viergeschossige Zweckbau mit postmodernen Elementen wurde vom Architekten Klaus Scholz entworfen und vereint die sozialen Dienststellen der Stadtverwaltung. Er wurde im Jahr 2000 fertiggestellt.

## Bunkeranlage
Während des Zweiten Weltkriegs wurde ab 1942 eine Stollenanlage als Bunker für das Stadtkrankenhaus und die umliegende Nachbarschaft gebaut. Der Zugang befand sich unterhalb des Krankenhauses am Wiener Wall, von dort aus wurden die Stollen nach Westen in den Hang des Westerbergs getrieben. Ein Ausbau für über 3000 Menschen sowie die Einrichtung eines OP-Bunkers war angedacht, womit es eine der größten Bunkeranlagen der Stadt gewesen wäre. Vor Kriegsende erreichte die Stollenanlage jedoch nicht mehr ihre geplante Ausdehnung. Zur Zeit des Kalten Krieges war das Stollensystem als Zivilschutzanlage des Bundes gewidmet, befand sich jedoch in einem schlechten baulichen Zustand und wurde teilweise verfüllt. Im Vorfeld der Umnutzung des Geländes in den 1990er Jahren wurde die Widmung als Zivilschutzanlage aufgegeben und die Zugänge verschlossen.